# GameTrailers
GameTrailers est un site web spécialisé dans le contenu lié au jeu vidéo. Il a été fondé en 2002, propriété de MTV Networks. Il propose des bandes-annonces de jeux, mais également des avant-premières et des critiques vidéo, ainsi que des extraits de jeu. Il sera racheté en juin 2014 par le groupe Defy Media et cessera son activité le 8 février 2016. Le contenu du site est racheté en février 2016 par le site web IGN, qui reprend également la chaîne YouTube GameTrailers.

## Historique
En juin 2014, le groupe Defy Media rachète le site GameTrailers.
Le 8 février 2016, la page Twitter de Gametrailer annonce cesser son activité le jour même, après 13 ans de service
Les raisons invoqués seraient l’émergence des vidéos gaming sur des sites de streaming comme YouTube ou encore Twitch qui auraient précipité le site vers une fin abrupte.